# Mikel Koliqi

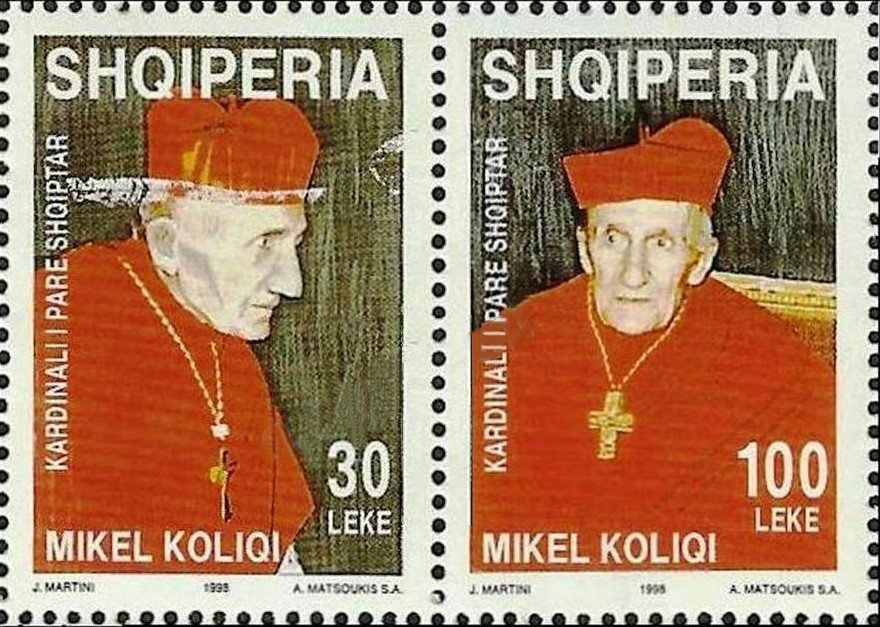
Mikel Kardinal Koliqi (Briefmarken der Albanischen Post, 1998)

Mikel Kardinal Koliqi (* 29. September 1902 in Shkodra, Albanien; † 28. Januar 1997 ebenda) war ein Kardinal der römisch-katholischen Kirche.

## Leben

Unterschrift des Kardinals

Mikel Koliqi studierte in Mailand die Fächer Philosophie und Katholische Theologie. Er empfing am 30. Mai 1931 das Sakrament der Priesterweihe und wirkte anschließend als Seelsorger im Erzbistum Shkodra. Ab 1936 leitete er als Generalvikar die Administration des bedeutenden albanischen Bistums. Er gründete die Kathedralschola, fungierte als Herausgeber einer katholischen Wochenzeitung und schrieb Bühnenwerke.
Nach 1945 verbrachte er insgesamt 21 Jahre in Haft und musste als politischer Gefangener des kommunistischen Regimes Zwangsarbeit leisten, weil ihm das Hören von ausländischen Radiostationen und Engagement für die katholische Jugend vorgeworfen wurde. Im Jahr 1986 wurde er aus Altersgründen aus der Haft entlassen.
Papst Johannes Paul II. nahm Mikel Koliqi 1994 als Kardinaldiakon mit der Titeldiakonie Ognissanti in Via Appia Nuova in das Kardinalskollegium auf. Auf eine Bischofsweihe wurde wegen des fortgeschrittenen Alters und des schlechten Gesundheitszustands Koliqis verzichtet. Mikel Koliqi starb am 28. Januar 1997 in Shkodra und wurde in der dortigen Kathedrale beigesetzt.